# Бовери, Теодор
Теодо́р Ге́нрих Бо́вери (нем. Theodor Heinrich Boveri; 1862—1915) — немецкий биолог.
С 1880 по 1882 годы Эдуард Страсбургер и Теодор Бовери описали постоянство числа хромосом у разных видов (оно характерно для любого вида) и индивидуальность хромосом.
В 1888 году он ввёл понятие центросома. В 1904 году он обосновал следом за Уолтером Саттоном хромосомную теорию наследственности.